# دستگاه اعداد یکانی

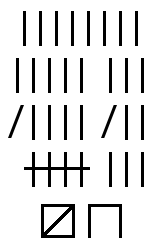
نمایش عدد ۸ در دستگاه اعداد یکانی

دستگاه اعداد یکانی (به انگلیسی: unary numeral system) ساده‌ترین دستگاه عددی برای نمایش اعداد طبیعی است: برای نشان دادن یک عدد N، نمادی که ۱ را نشان می‌دهد N بار تکرار می‌شود.
در دستگاه یکانی، عدد ۰ (صفر) با رشته تهی نمایش داده می‌شود، یعنی عدم وجود نماد. اعداد ۱، ۲، ۳، ۴، ۵، ۶، … به صورت یکانی به صورت ۱، ۱۱، ۱۱۱، ۱۱۱۱، ۱۱۱۱۱، ۱۱۱۱۱۱، … نمایش داده می‌شوند.
یکانی یک دستگاه اعداد دوسویی است. با این حال، از آنجایی که مقدار یک رقم به موقعیت آن بستگی ندارد، شکلی از ارزش مکانی نیست، و مشخص نیست که آیا مناسب است بگوییم که پایه (یا «مبنا») آن ۱ است یا خیر. به‌طوری که رفتار آن متفاوت از همه پایه‌های دیگر است.
استفاده از نشانه‌های چوب‌خط در شمارش، کاربرد دستگاه اعداد یکانی است. به عنوان مثال، با استفاده از نشانه‌های چوپ‌خط | (𝍷)، عدد ۳ به صورت ||| نمایش داده می‌شود. در فرهنگ‌های آسیای شرقی، عدد ۳ به صورت 三 نمایش داده می‌شود، نویسه‌ای که با سه خط کشیده شده‌است. (یک و دو به‌طور مشابه نشان داده شده‌اند) در چین و ژاپن، نویسه 正 که با ۵ خط کشیده شده‌است، گاهی برای نشان دادن ۵ به عنوان یک چوب‌خط استفاده می‌شود.
اعداد یکانی باید از یکیتکری‌ها متمایز شوند، که آنها نیز به صورت دنباله ای از یک‌ها نوشته می‌شوند اما تفسیر عددی اعشاری معمول خود را دارند.

## اعمال ریاضی
جمع و تفریق به‌ویژه در دستگاه یکانی ساده هستند، زیرا چیزی بیشتر از الحاق رشته‌ها را شامل می‌شوند. عملیات وزن همینگ یا شمارش جمعیت که تعداد بیت‌های غیرصفر را در دنباله‌ای از مقادیر باینری شمارش می‌کند نیز ممکن است به‌عنوان تبدیل از شکل یکانی به اعداد باینری تفسیر شود. با این حال، ضرب دشوارتر است و اغلب به عنوان نمونه آزمایشی برای طراحی ماشین‌های تورینگ استفاده می‌شود.